# جان واشر
جان واشر مواليد 22 أغسطس 1894 في أنتويرب، بلجيكا - الوفاة 23 مارس 1972 في جنيف، كان لاعب كرة مضرب بلجيكي وكان يلعب باليد اليسرى. أعلى تصنيف له في الفردي كان المركز الـ 9 في سنة 1923. سبق أن شارك في دورة الألعاب الأولمبية الصيفية.

## روابط خارجية
- جان واشر على موقع رابطة محترفي التنس (الإنجليزية)
- جان واشر على موقع الاتحاد الدولي لكرة المضرب (الإنجليزية)
- جان واشر على موقع كأس ديفيز (الإنجليزية)
- جان واشر على موقع أرشيف التنس.كوم (الإنجليزية)
- جان واشر على موقع بطولة ويمبلدون (الإنجليزية)
- جان واشر على موقع خلاصة التنس.كوم (الإنجليزية)
- جان واشر على موقع أوليمبيديا (الإنجليزية)